# Misaki Ohata
Misaki Ohata (大畠 美咲 Ōhata Misaki?,  5 de enero de 1989) es una luchadora profesional japonesa, con contrato firmado actualmente con la productora Zabun y trabajando en sus dos promociones, Pro Wrestling Wave y Osaka Joshi Pro Wrestling, donde en el segundo usa el nombre artístico Misaki Glico (三崎グリ子 Misaki Guriko?).
Trabaja detrás de las escenas como director de recursos humanos de Zabun. También hace apariciones regulares para Michinoku Pro Wrestling, donde se lleva a cabo bajo un máscara y el nombre en el ring Yapper Man #3 (ヤッペーマン3号 Yappēman San Gō?). En el pasado, ella también ha hecho apariciones de promoción de Estados Unidos Shimmer Women Athletes, donde ella es una antigua Shimmer Tag Team Champion.